# 熊本英学校

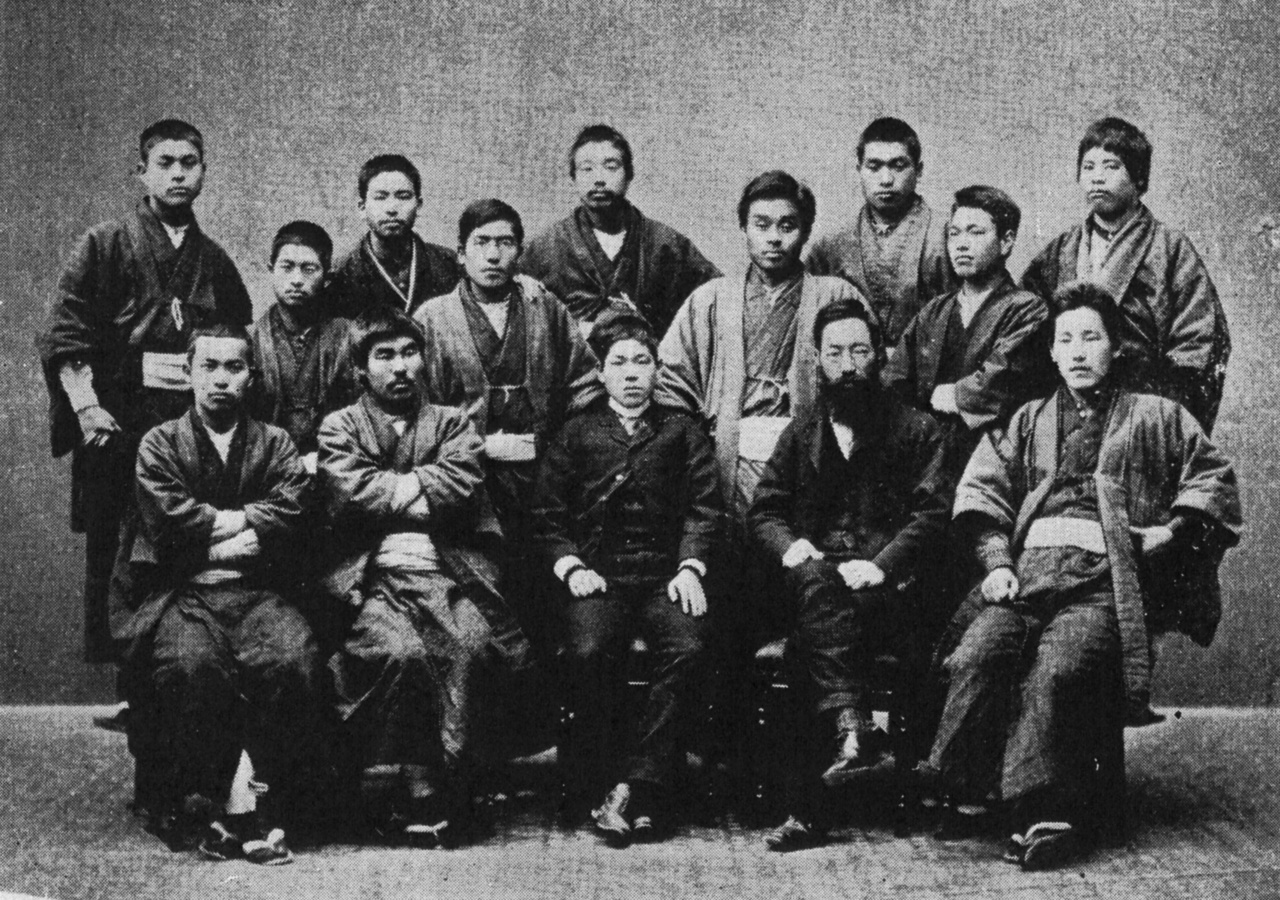
熊本英学校卒業生有志（1890-91年頃、前列右から2人目が海老名弾正）

熊本英学校（くまもとえいがっこう）は、明治時代中期に熊本県熊本市にあったキリスト教主義学校。

## 沿革
- 1888年（明治21年） - 西外坪井町（現在の熊本市中央区坪井三丁目）に設立
- 1892年（明治24年） - 熊本英学校事件
- 1896年（明治29年） - 廃校

## 校長
- 初代 - 海老名弾正（第8代同志社総長）
- 2代 - 蔵原惟郭（元衆議院議員）

## 主な教師
- 内村鑑三（キリスト教思想家）
- 柏木義円（キリスト教思想家）
- 徳富蘆花（小説家）
- 渡瀬常吉（牧師）

## 主な卒業生
- 福田令寿（医師）
- 日野熊蔵（陸軍軍人）
- 上塚周平（日本のブラジル移民功労者）
- 草村北星（作家）
- 宮崎滔天（社会運動家）

## 熊本英学校から分離独立した学校
- 熊本フェイス学院高等学校
  - 1888年 - 熊本英学校附属女学校として設立
  - 1889年 - 独立して熊本女学校